# Alba Vergés i Bosch

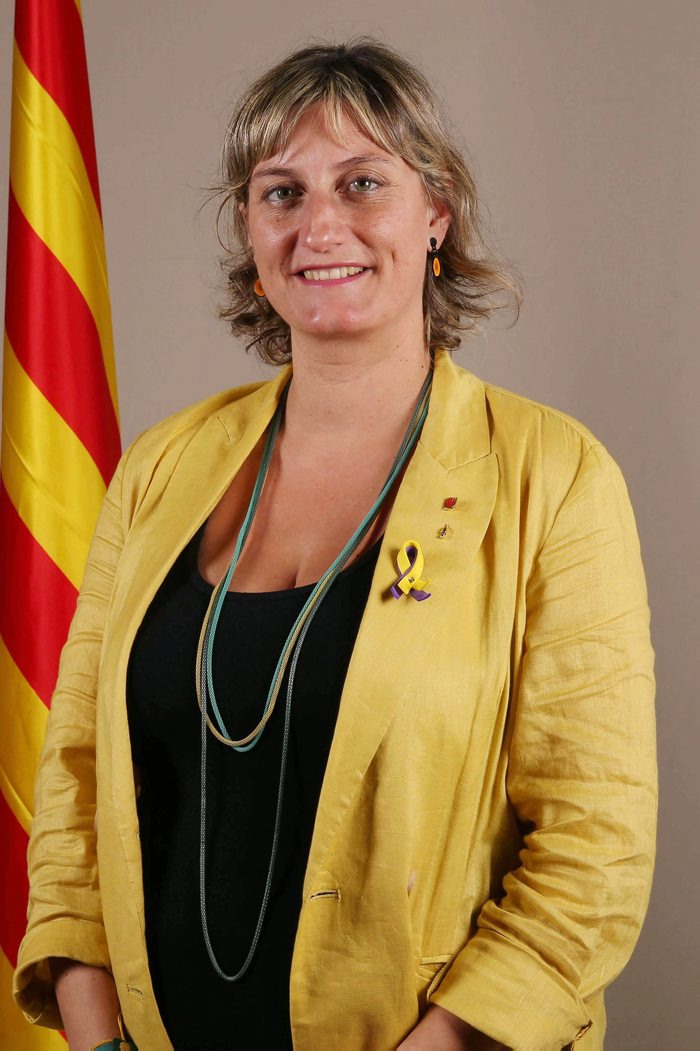
Alba Vergés i Bosch (2018)

Alba Vergés i Bosch (* 3. September 1978 in Igualada) ist eine spanische Politikerin. Zwischen 2018 und 2021 war sie katalanische Gesundheitsministerin. 2021 zur Vizepräsidentin des Parlaments von Katalonien gewählt, ist sie seit Sommer 2022 nach der Amtsenthebung von Laura Borràs die geschäftsführende Präsidentin des Parlaments.

## Werdegang
Vergés i Bosch graduierte in Wirtschaftswissenschaft an der Universität Barcelona sowie als Ingenieurin in Informatik der Universitat Oberta de Catalunya. Nach Tätigkeiten als Ökonomin in einem Altenpflegebetrieb und Programmiererin war sie zwischen 2008 und 2012 als Verwaltungsangestellte am Colegio Oficial de Agentes Comerciales de Barcelona in Anoia und anschließend beim Sociosanitario Consortium einer Organisation, die öffentliche Altenpflegezentren verwaltet, in Igualada tätig.
Nachdem Vergés i Bosch 2011 bei den Kommunalwahlen den Einzug ins Stadtparlament von Igualada verpasst hatte, wurde sie im folgenden Jahr zur Vorsitzenden der lokalen Gruppe der Esquerra Republicana de Catalunya gewählt, zudem wurde sie Mitglied der Assemblea Nacional Catalana. Bei der Parlamentswahl in Katalonien 2012 zog sie für den Wahlkreis Barcelonains Parlament ein, bei den Wahlen im September 2015 sowie nach der Absetzung der Regierung Carles Puigdemonts ausgerufenen Neuwahlen im Dezember 2017 wurde sie jeweils wiedergewählt. Im Januar 2018 wurde sie als vierte Sekretärin ins Parlamentspräsidium gewählt.
Im Mai 2018 berief Quim Torra sie als Gesundheitsministerin in sein Kabinett für die Generalitat de Catalunya, da der eigentlich vorgesehene Antoni Comín nach dem Unabhängigkeitsreferendum im Exil lebte und von der spanischen Zentralregierung als Regierungsmitglied abgelehnt worden war. In der Folge trat sie von ihrem Amt im Parlamentspräsidium zurück und ließ ihr Abgeordnetenmandat ruhen. Nachdem ein zuvor ausgesprochenes Amtsverbot Torras vom Obersten Gerichtshof Spaniens im September 2020 bestätigt worden war, wurde dieser von Pere Aragonès als Regierungschef beerbt. Unter ihm blieb sie bis zur Regierungsbildung nach der vorgezogenen Neuwahl im Februar 2021 im Amt, als Aragonès im Amt bestätigt wurde und sein Kabinett neu strukturierte.
Vergés i Bosch wurde im Juni 2021 zur Vizepräsidentin des katalanischen Parlaments gewählt. Laura Borràs, Parteivorsitzende der Junts per Catalunya wurde zur Präsidentin gewählt, sah sich jedoch bald Korruptionsvorwürfen ausgesetzt und wurde am 28. Juli 2022 vom Parlament ihres Amtes enthoben. Vergés i Bosch übernahm daraufhin kommissarisch das Amt der Parlamentspräsidentin.